# María José Ferrada

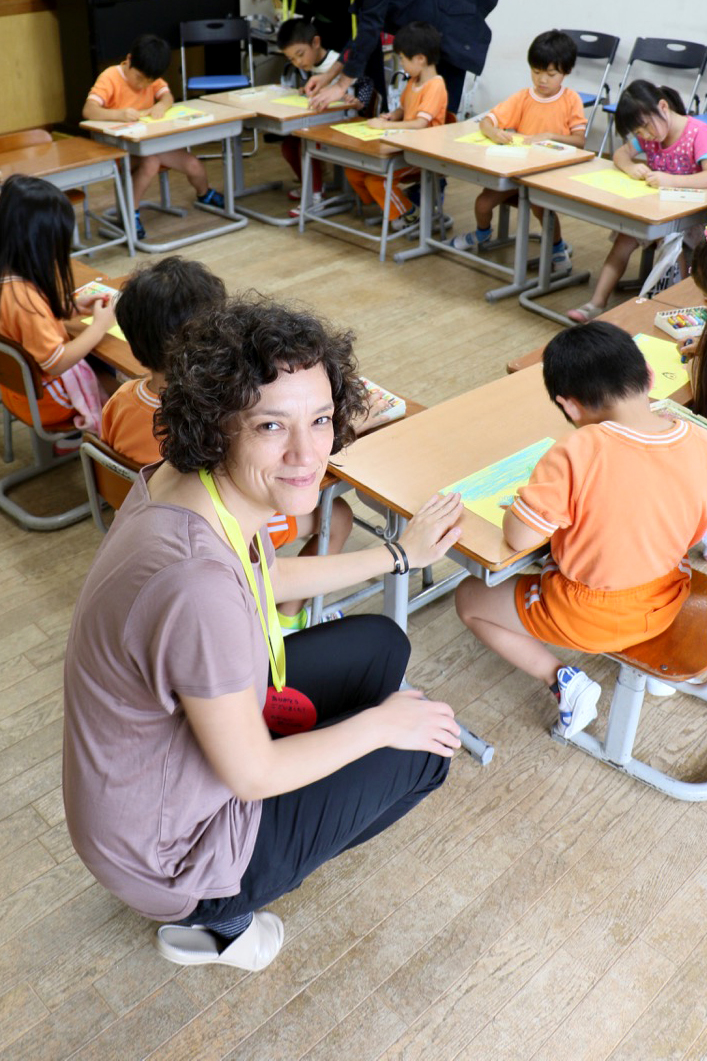
María José Ferrada

María José Ferrada Lefenda (* 1977 in Temuco) ist eine chilenische Journalistin und Schriftstellerin. Ihre Kinder- und Jugendbücher sind bei verschiedenen Verlagen in Spanien und Lateinamerika veröffentlicht und in 14 Sprachen übersetzt. Für ihr literarisches Werk erhielt sie zahlreiche Preise und Auszeichnungen, darunter 2021 den Premio Iberoamericano SM für Kinder- und Jugendliteratur für ihr bisheriges Gesamtwerk. Auch ihre Romane für Erwachsene Kramp und El hombre del cartel sind international erfolgreich.

## Leben
María José Ferrada wurde 1977 in Temuco in Chile geboren. Sie studierte an der Universität Diego Portales in Santiago de Chile und machte einen Master in Asien-Pazifik-Studien an der Universität Barcelona. Ein wichtiger Einfluss auf Ferradas Schreiben ist die japanische Literatur, sie war auch zu längeren Aufenthalten in Japan. Heute lebt sie in Berlin.

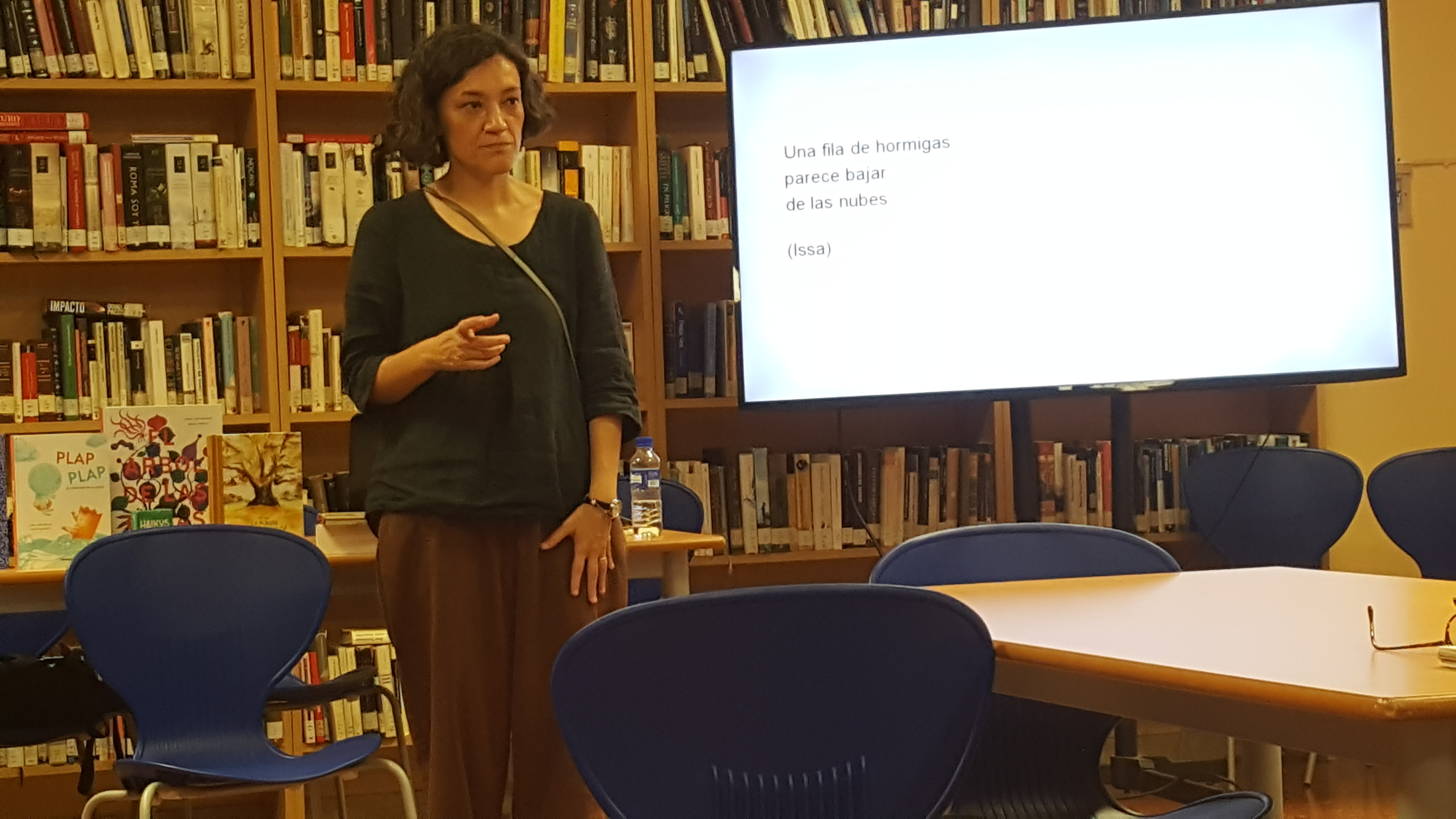
María José Ferrada bei einem Haiku-Workshop in Los Llanos, La Palma, am 13. April 2023

## Werdegang
Ihr erstes Buch 12 historias minúsculas de la tierra, el cielo y el mar (2005) veröffentlichte sie 2005 im Selbstverlag.
Seit 2010 erscheinen ihre Kinder- und Jugendbücher bei verschiedenen Verlagen in Spanien, Chile, Mexiko und anderen lateinamerikanischen Ländern, zudem gibt es Übersetzungen in mehrere Sprachen, darunter Englisch, Italienisch, Portugiesisch, Japanisch und Deutsch.
2017 veröffentlichte sie Kramp (Emecé, Chile), ihren ersten Roman für Erwachsene. Dieser erschien im Herbst 2021 in deutscher Übersetzung von Peter Kultzen beim Berenberg Verlag und erhielt sehr positives Presseecho. Im Herbst 2021 stand Kramp auf Platz 1 der 52. Litprom-Bestenliste Weltempfänger und wurde in Folge auf die Shortlist des LiBeraturpreises 2022 gewählt.
2021 war sie zu Gast beim Internationalen Literaturfestival Berlin.
2021 veröffentlichte sie den Roman El hombre del cartel und 2022 Diario de Japón, einen persönlichen Reisebericht aus Japan gemischt mit Leseeindrücken und kulturellen Beobachtungen zum klassischen japanischen Werk Genji Monogatari.
2023 erschien mit Als du Wolke warst in Übersetzung von Silke Kleemann erstmals eins ihrer Bücher mit Kindergedichten auf Deutsch. Die Erstausgabe beim Hagebutte Verlag wurde mit einer Verlagsprämie des Freistaats Bayern zur Unterstützung der Arbeit unabhängiger Verlage gefördert.

## Auszeichnungen
Ferrada hat für ihr Werk vielfältige Auszeichnungen erhalten.
Darunter 2012 den 5. Internationalen Preis für Kinderlyrik „Ciudad de Orihuela“ für ihr Buch El idioma secreto.
Ihr Gedichtband Niños über 34 während der chilenischen Militärdiktatur ermordete Kinder erhielt 2014 in Chile gleich mehrere Preise, darunter den Premio Academia und den Premio Municipal de Literatura de Santiago in der Kategorie Jugendliteratur. Niños wurde auch für Chile in den internationalen Katalog der IBBY gewählt und erhielt 2021 eine lobende Erwähnung in der Kategorie Poesie beim Bologna Ragazzi Award der Internationalen Kinder- und Jugendbuchmesse in Bologna.
Mehrfach wurden Bücher von Ferrada von der Fundación Cuatrogatos ausgezeichnet, eine nordamerikanische Organisation, die jährlich die besten spanischsprachigen Kinder- und Jugendbücher prämiert. 2016 wurde dort Escondido ausgezeichnet, 2018 La tristeza de las cosas und 2022 El bolso.
Un jardín (mit Illustrationen von Isidro Ferrer) wurde 2017 vom Banco del Libro de Venezuela als bestes Kinderbuch ausgezeichnet und erhielt eine lobende Erwähnung beim Bologna Ragazzi Award der Internationalen Kinder- und Jugendbuchmesse in Bologna.
2018 gewann sie den Premio Hispanoamericano de Poesía para Niños in Mexiko, daraus resultierte die Veröffentlichung ihres Bands mit Kindergedichten Cuando fuiste nube.
El bolso, ein Bilderbuch über die Handtasche einer Mutter, das auch in Braille lesbar ist, wurde 2021 in den Katalog „The White Ravens“ mit Empfehlungen der Internationalen Jugendbibliothek München aufgenommen. Beim Bologna Ragazzi Award 2023 erhielt El bolso den Spezialpreis der Jury „New Horizons 2023“.
Mit Kramp, ihrem ersten Roman für Erwachsene, konnte Ferrada an die Erfolge im Kinderbuchbereich anknüpfen. Gleich im Erscheinungsjahr 2017 wurde er vom Círculo de Críticos de Arte mit dem Preis für den besten Roman ausgezeichnet. 2018 folgten der Premio Municipal de Literatura de Santiago und der Preis für die besten literarischen Werke des chilenischen Ministeriums für Kunst und Kultur, womit der Roman die drei wichtigsten chilenischen Literaturpreise für sich gewonnen hatte.
2022 erhielt auch ihr zweiter Roman El hombre del cartel den Preis für den besten Roman vom Círculo de Críticos de Arte, und 2022 Diario de Japón dieselbe Auszeichnung in der Kategorie Non Fiction.
2021 wurde sie für ihr bisheriges Gesamtwerk mit dem Premio Iberoamericano SM für Kinder- und Jugendliteratur ausgezeichnet, 2022 erhielt sie den iberoamerikanischen „Premio Cervantes Chico“.

## Werke

### Kinder- und Jugendliteratur (Auswahl)
- 12 historias minúsculas de la tierra, el cielo y el mar (Selbstverlag, Chile, 2005)
- Mundo raro (Kalandraka, España, 2010)
- El lenguaje de las cosas (El Jinete Azul, España, 2011)
  - (auf Italienisch) Il segreto delle cose, Topipittori, 2017
- El idioma secreto (Faktoría K, España, 2013)
- Niños (Grafito, Chile, 2013)
  - (auf Englisch) Niños: Poems for the lost children of Chile, übersetzt von Lawrence Schimel, Williams B. Eerdmans Publishing, 2021
  - (auf Portugiesisch) Crianças, Pallas, 2020
  - (auf Italienisch) Niños, übersetzt von Giulia Giordini, Edicola Edizioni, 2021
- Escondido (Ocholibros, Chile, 2014)
- El día de Manuel (Santillana, Chile, 2014)
  - (auf Japanisch) bei Kaisei-sha, Japan, 2017
- Tienes un vestido blanco (A buen paso, España, 2015)
- El árbol de las cosas (A buen paso, España, 2015)
  - (auf Katalanisch) L'arbre de les coses, übersetzt von Clara Jubete, A buen paso, 2022
- Pájaros (Pequeño Editor, Argentina, 2015)
- Un jardín (A buen paso, España, 2016)
- Bajo el cerezo en flor (SM, Chile, 2016)
- Otro país (Planeta, Chile, 2016)
- El interior de los colores (Planeta, Chile, 2016)
- La infancia de Max Bill (Santillana, Chile, 2016)
- La tristeza de las cosas (Amanuta, Chile, 2017)
- Mexique, el nombre del barco (Libros del Zorro Rojo, España, 2017)
  - (auf Italienisch) Una nave di nome Mexique, Edizioni Clichy, 2019
  - (auf Englisch) Mexique. A Refugee Story from the Spanish Civil War, Eerdmans Publishing, 2020
  - (auf Portugiesisch) Mexique, o nome do navio, Pallas, 2020
- Mi cuaderno de haikus (Amanuta, Chile, 2017)
- Los derechos de los niños (Planeta, Chile, 2018)
- Animal (Alboroto, México, 2018)
- Mi barrio (Alboroto, México, 2018)
  - (auf Englisch) My neighborhood, übersetzt von Kit Maude, Tapioca Stories, 2022
  - (auf Portugiesisch) Meu barrio, Pallas, 2020
- Los animales eléctricos (A buen paso, España, 2019)
- El idioma de los animales (A buen Paso, España, 2019)
- Cuando fuiste nube (Fondo de Cultura Económica, México, 2019)
  - (auf Deutsch) Als du Wolke warst, übersetzt von Silke Kleemann, Hagebutte Verlag, 2023
- Un árbol (Parque por la Paz Villa Grimaldi, Chile, 2019)
- El espacio entre la hierba (Alboroto Ediciones, México, 2020)
  - (auf Italienisch) Lo spazio trai i fili d'erba, RiRaum Italic Bücher, 2022
- Noticias al margen (Alboroto, México, 2020)
- Zum Zum, el viaje de la semilla (A buen paso, España, 2021)
  - (auf Französisch) Zoum Zoum - Le voyage de la graine, übersetzt von Julien Alcaraz, Plume Carotte, 2022
- Casas (Alboroto Ediciones, México 2021)
  - (auf Italienisch) Case, Topipittori, 2022
- Espantamiedos (Escrito con tiza, Chile, 2021)
- Pequeña bitácora de la vuelta al mundo (OEI, Chile, 2021)
- Nadadores (Alboroto Ediciones, México, 2021)
  - (auf Englisch) Swimmers, übersetzt von Kit Maude, Tapioca Stories, 2022
- El bolso (Alboroto Ediciones, México, 2021)

### Romane
- Kramp (Emecé, Chile, 2017)
  - (auf Deutsch) Kramp, übersetzt von Peter Kultzen, Berenberg, 2021
  - (auf Englisch) How to Order the Universe, übersetzt von Elizabeth Bryer, Tin House, 2021
  - (auf Italienisch) Kramp, übersetzt von Marta Rota Nuñez, Edicola Edizioni, 2022
- El hombre del cartel, Alquimia, Santiago de Chile, 2021
  - (auf Portugiesisch) O homem do outdoor, übersetzt von Silvia Massimini Felix, Editora Moinhos, 2022
  - (auf Englisch) How to turn into a bird, übersetzt von Elizabeth Bryer, Tin House, 2022
  - (auf Italienisch) La casa sul cartello, übersetzt von Marta Rota Nuñez, Edicola Edizioni, 2022

### Lyrik
- Había luz o algo parecido a la luz (Editorial USACH, Chile, 2020)

### Non fiction
- Diario de Japón (Seix Barral, Chile, 2022)